# John Davies van Hereford

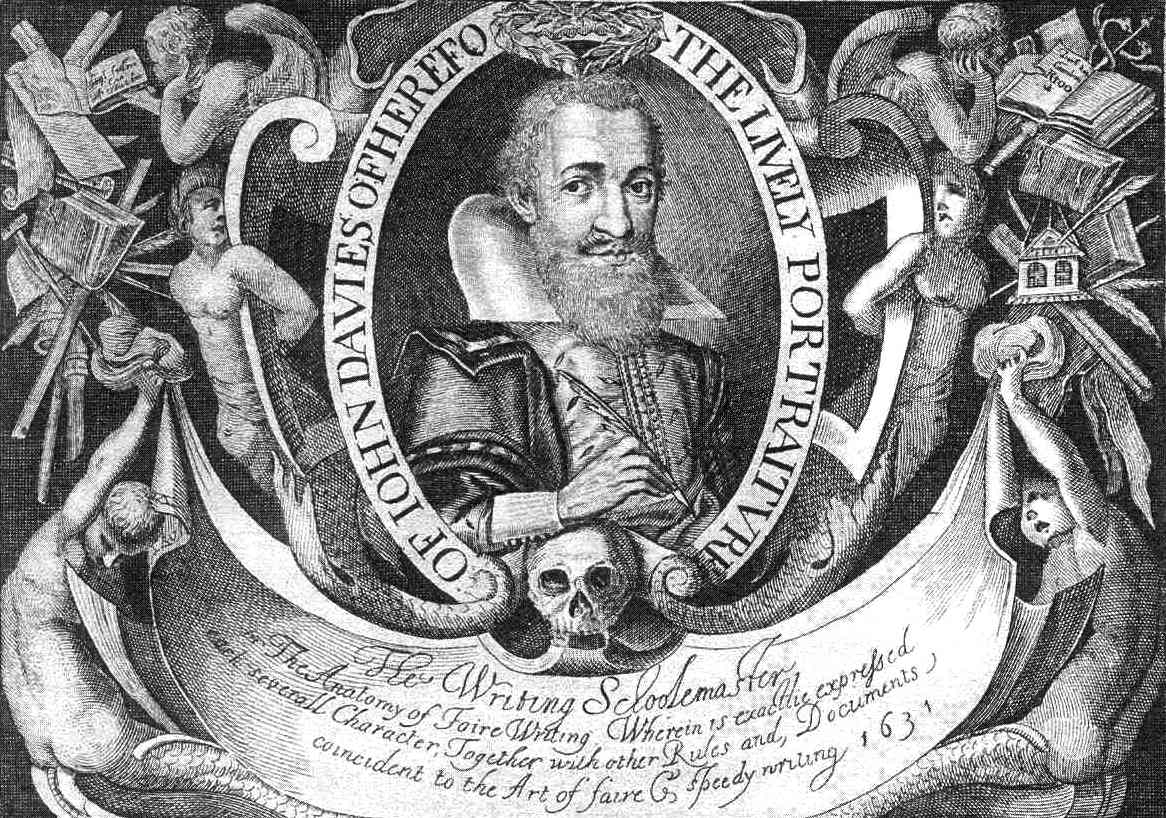
John Davies van Hereford

John Davies of Hereford (Hereford, ca. 1565, – Londen, juli 1618) was een Engels dichter. Hij wordt gewoonlijk aangeduid als John Davies of Hereford om hem te onderscheiden van naamgenoten, met name van zijn tijdgenoot, de dichter John Davies. 
Hij schreef onder andere het filosofische gedicht Mirus in Modum, a Glimpse of God's Glory and the Soul's Shape  (1602) en het psychologisch getinte Microcosmos (1603). Humours Heav'n on Earth uit 1605 was een beschrijving van de pestepidemie uit 1603. The Scourge of Folly uit 1610 bevat epigrammen gericht aan verschillende in zijn tijd florerende schrijvers als John Donne, William Shakespeare, Ben Jonson en Samuel Daniel.